# Karneval von Québec

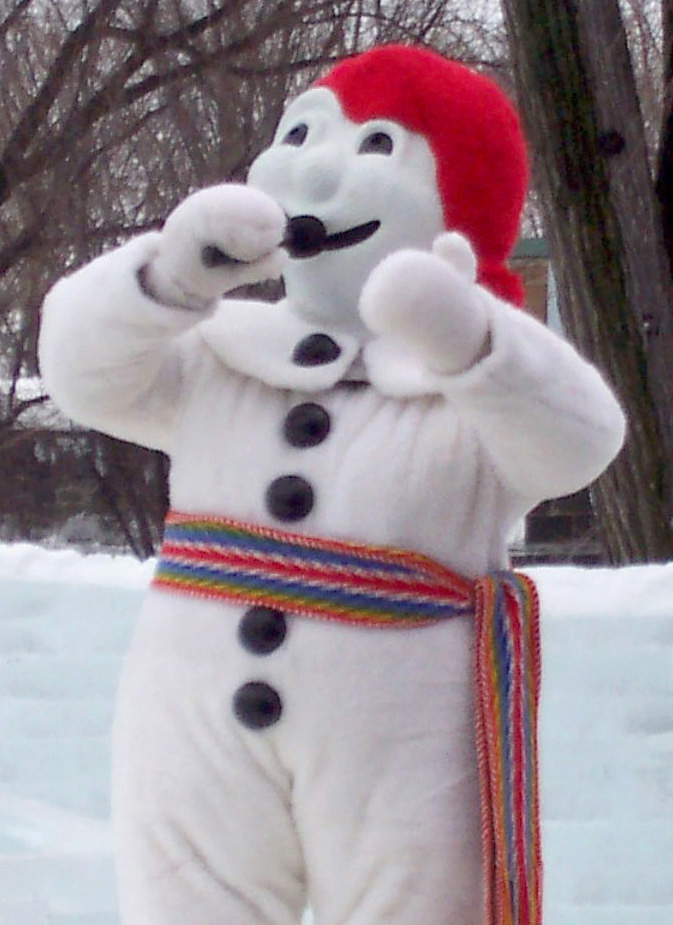
Bonhomme Carnaval, der Botschafter

Der größte Winterkarneval der Welt – der Carnaval de Québec bzw. Quebec City Winter Carnival – ist eine jährlich in Québec stattfindende Feier mit einer breiten Auswahl an Aktivitäten, wie den Nachtparaden, Schneebädern und Konzerten. Zentrale Symbole des Ereignisses sind die Ceinture Fléchée (Teil der Québecer Volkstracht, eine Art Gürtel) und der offizielle Botschafter – ein Schneemann namens Bonhomme Carnaval. 

## Geschichte und Beschreibung
Der erste groß angelegte Karneval wurde 1894 durchgeführt, mehr oder weniger zwecks Erhalts der traditionellen Mardi-Gras-Festivitäten, die in Québec sehr beliebt gewesen waren. Diese Feiern wurden vom Ersten Weltkrieg, von der Weltwirtschaftskrise von 1929 und vom Zweiten Weltkrieg unterbrochen. Danach, zwischen 1945 und 1954 fanden die Karnevalsveranstaltungen nur sporadisch statt. Erst ab 1955 organisiert die Stadt zusammen mit einem Organisationskomitee dieses volkstümliche Fest regelmäßig einmal jährlich im Februar.

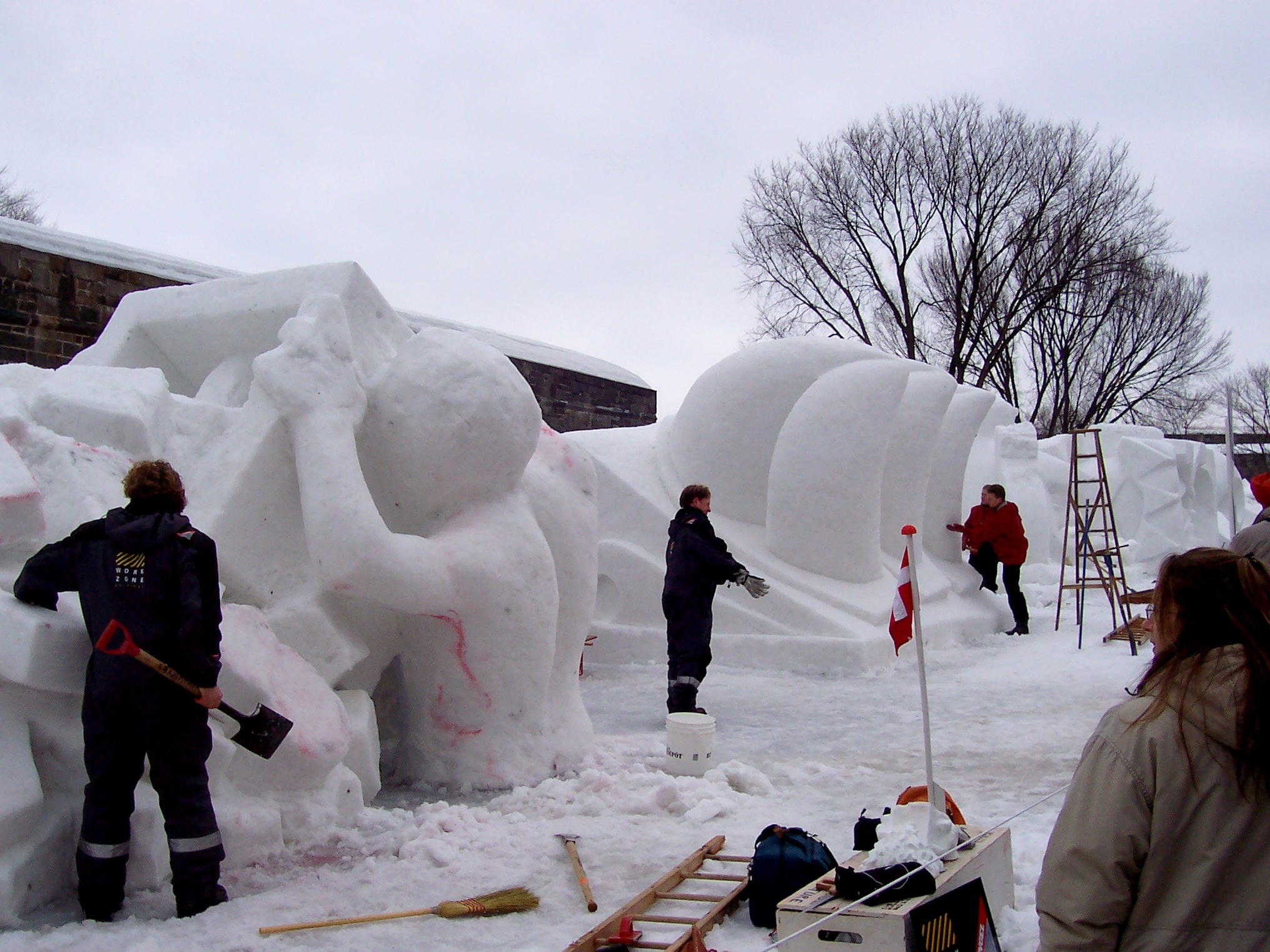
Skulpteure beim Schneeformen

Der Stil des Karnevals hat sich seit der Abschaffung der Schönheitsköniginnenwahlen im Jahr 1997 und der Einführung von spektakulären Sportveranstaltungen, etwa speziellen Hockeyspielen, spürbar verändert. 
Ein Eisskulpturfestival trägt über drei Wochen die Haupthandlung des Karnevals. Eisschnitzer oder Schneebildhauer aus aller Welt, Einzelpersonen oder Teams, gestalten in aller Öffentlichkeit eindrucksvolle Skulpturen und nehmen damit an Wettbewerben teil.
An 17 aufeinander folgenden Tagen gibt es zahlreiche athletische und kulturelle Aktivitäten, teilweise auch in Nachbarorten von Québec. Der Karnevalshauptaustragungsort zählt jedes Jahr über eine Million Besucher.